# 北九州国際会議場
北九州国際会議場（きたきゅうしゅうこくさいかいぎじょう、Kitakyushu International Conference Center）は、福岡県北九州市小倉北区浅野にあるコンベンションセンター。

## 概要
北九州国際会議場は、北九州市が小倉北区浅野地区に整備した「国際コンベンションゾーン」の中核施設として1990年10月6日開設され、見本市会場の西日本総合展示場、ホテルと共に「コンベンション3点セット」を形成する。国際会議のみでなく、学会やセミナー等幅広い用途に利用されている。
メインホール（585名収容）は、パソコンやリモコンカメラなどの画像を写し出す200インチのハイビジョンプロジェクターが3台設置されており、メインホールおよび国際会議室（三重円卓88席）には、4ヶ国語同時通訳装置が設置されている。また、6室の中小会議室（36～108席）やイベントホール（530m2）がある。
6階には公益財団法人地球環境戦略研究機関（IGES）北九州事務所が入居する。
なお、前面のタコマ通りをはさんだ向かいの西日本総合展示場（1977年5月開設）も設計者は磯崎新で、それぞれの建物の半円形の部分がデザイン的に対になっている。
北九州市IR推進協議会が推進する統合型リゾート（IR）の誘致に関連し、香港のIR事業者が北九州国際会議場を含む小倉駅北口エリアをIR候補地とした企画書を北九州市に提案している。企画書では同会議場、西日本総合展示場、ミクニワールドスタジアム北九州などを建て替え、新たに国際会議場、展示場、アリーナ、ホテル、テーマパークなどを建設するとしている。

## 周辺施設
- 西日本総合展示場
- 西鉄バス北九州浅野自動車営業所